# Parafia św. Jadwigi w Wilkowie Polskim
Parafia Świętej Jadwigi w Wilkowie Polskim – parafia rzymskokatolicka, znajdująca się w archidiecezji poznańskiej, w dekanacie śmigielskim. 